# Wydział Mechaniczny Politechniki Gdańskiej

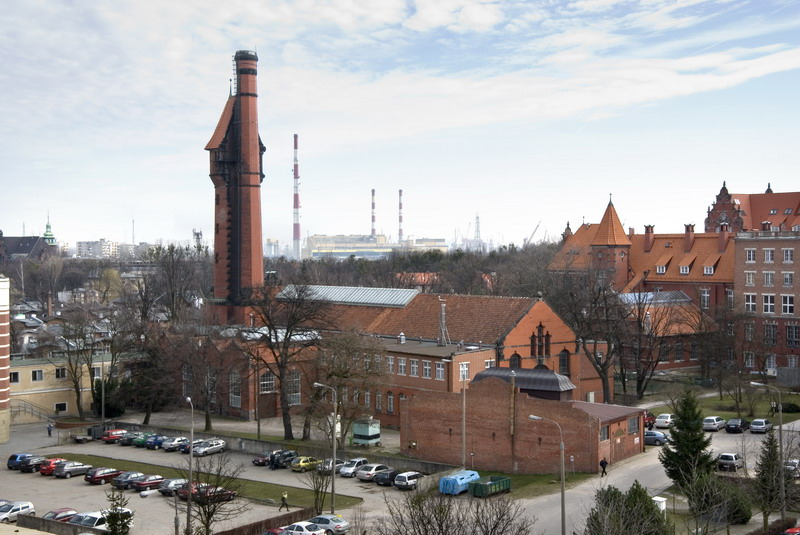
Laboratorium Maszynowe

Wydział Mechaniczny – nieistniejący wydział Politechniki Gdańskiej.

## Historia
- 6 października 1904 – Wydział Maszynowy i Elektrotechniki na nowo powołanej uczelni technicznej.
- 1922 – Oddział Techniki Maszyn w ramach Wydziału Techniki Maszynowej, Techniki Okrętowej i Elektrotechniki; od 1926 - Wydziału Budowy Maszyn, Elektrotechniki i Techniki Okrętowej i Lotniczej a od 1938 – Wydziału Mechanicznego
- 1945 – pierwsze zajęcia dydaktyczne po wojnie; Wydział Mechaniczno-Elektryczny jest jednym z czterech wydziałów na nowo powołanej Politechnice Gdańskiej. Pierwszym dziekanem Wydziału Mechanicznego został prof. Karol Taylor, długoletni dziekan Wydziału Mechanicznego Politechniki Warszawskiej, a także kierownik Katedry Silników Spalinowych na Wydziale Mechanicznym Politechniki Gdańskiej.
- 1956 – rozdzielenie na Wydział Maszynowy (później Wydział Budowy Maszyn) oraz Wydział Technologii Maszyn (od 1965 Wydział Mechaniczny Technologiczny, od 1990 – Wydział Technologii Maszyn i Organizacji Produkcji).
- 1992 – połączenie wydziałów i powrót do pierwotnej nazwy. W tym samym roku do wydziału włączony został również Oddział Wydziału Mechanicznego w Elblągu, w 1998 przejęty przez Państwową Wyższą Szkołę Zawodową w Elblągu.
- 2017 – wydział uzyskał akredytację w kategorii A, nadaną przez Komitet Ewaluacji Jednostek Naukowych[2].
- 2021 – połączenie Wydziału Mechanicznego i Wydziału Oceanotechniki i Okrętownictwa, w wyniku czego powstał Wydział Inżynierii Mechanicznej i Okrętownictwa[3].

## Kierunki i specjalności
- Mechanika i Budowa Maszyn
  - Urządzenia Cieplno-przepływowe i Aparatura Przemysłowa
  - Pojazdy, Maszyny Robocze i Układy Napędowe
  - Technologia Maszyn i Materiałów Konstrukcyjnych
- Energetyka (kierunek międzywydziałowy prowadzony z wydziałem OiO i EiA)
  - Rynki Energii i Systemy Energetyczne (specjalność prowadzona na wydziale EiA)
  - Inżynieria Eksploatacji w Elektroenergetyce (specjalność prowadzona na wydziale EiA)
  - Diagnostyka i Eksploatacja Urządzeń Energetycznych
  - Proekologiczne Technologie Energetyczne
  - Automatyzacja Systemów Energetycznych (specjalność prowadzona na wydziale OiO)
  - Maszyny Przepływowe (specjalność prowadzona na wydziale OiO)
- Zarządzanie i Inżynieria Produkcji
  - Zarządzanie Jakością i Informatyczne Systemy Produkcji
  - Inżynieria Wytwarzania i Naprawy Maszyn
- Mechatronika
  - Mechatronika Stosowana
- Inżynieria Mechaniczno-Medyczna (kierunek międzyuczelniany prowadzony z GUMed'em)
- Inżynieria materiałowa (kierunek międzywydziałowy z wydziałem Chem i FTiMS)
  - Inżynieria Materiałów Polimerowych (specjalność prowadzona na wydziale Chem)
  - Inżynieria Korozyjna (specjalność prowadzona na wydziale Chem)
  - Inżynieria Materiałów Funkcjonalnych (specjalność prowadzona na wydziale FTiMS)
  - Inżynieria Materiałów Strukturalnych i Biomateriałów
- Technologie Bezpieczeństwa Wewnętrznego (kierunek międzywydziałowy prowadzony z wydziałem ETI)
  - Inżynieria Ochrony Obiektów i Infrastruktury

## Katedry
- Energetyki i Aparatury Przemysłowej
- Inżynierii Materiałowej i Spajania
- Konstrukcji Maszyn i Pojazdów
- Mechaniki i Mechatroniki
- Technologii Maszyn i Automatyzacji Produkcji

## Władze
- Dziekan: prof. dr hab. inż. Adam Barylski
- Prodziekan ds. nauki: prof. dr hab. inż. Krzysztof Kaliński
- Prodziekan ds. innowacji i organizacji dydaktyki: dr hab. inż. Paweł Śliwiński
- Prodziekan ds. kształcenia: dr hab. inż. Mariusz Deja
- Dyrektor administracyjny: inż. Wojciech Połubok

## Organizacje studenckie
- Koło Naukowe „Mechanik”